# Holländisches Etablissement

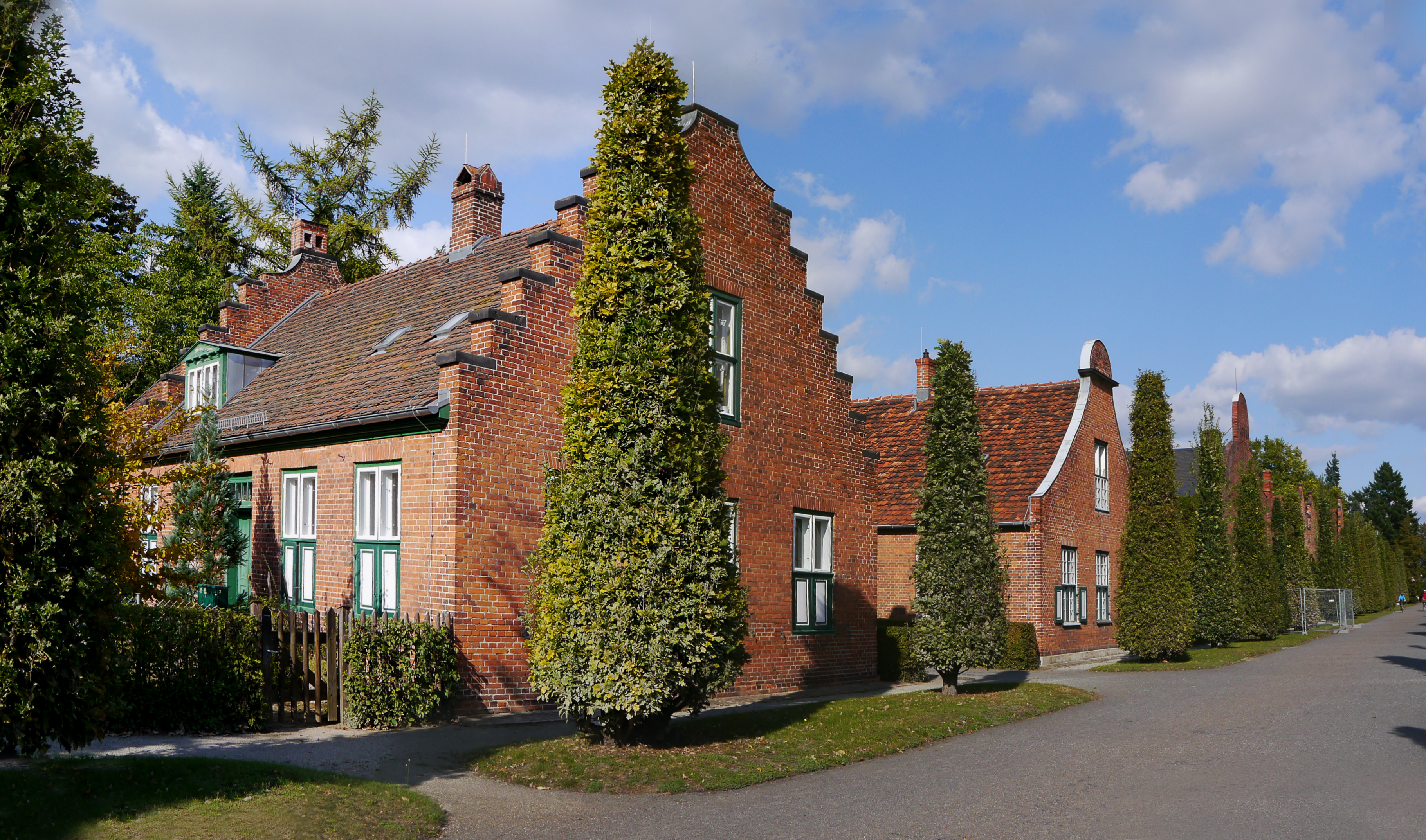
Das Holländische Etablissement im Neuen Garten

Das Holländische Etablissement ist ein von 1789 bis 1791 erbautes Gebäudeensemble im Potsdamer Neuen Garten. Es wurde im Auftrag Friedrich Wilhelms II. nach Plänen von Carl von Gontard und Andreas Ludwig Krüger als Wohnstätte für Bedienstete errichtet.

## Geschichte
Mit dem Bau des Holländischen Etablissements wurde bereits 1789 begonnen. Im Jahr 1791 waren die Bauarbeiten dann abgeschlossen. 1906 und nach 1945 fanden jeweils Umbaumaßnahmen an Teilen des Ensembles statt.

## Gebäude
Zu diesem Etablissement gehörten ursprünglich das Portierhaus mit vier Torpavillons für die Wachposten am Parkeingang, dahinter vier an der Hauptallee aufgereihte Offizianten- oder Dienstwohnhäuser für das Kutschen- und Hofpersonal, zwei Pferdeställe, eine Wagenremise für die Kutschen und das Kavalier- und Damenhaus für das adlige Gefolge oder hochrangige Gäste. Die aus Backstein erbauten Gebäude sind mit Glocken-, Voluten- und Treppengiebeln verziert. Der Bau eines Kirchturms, der die Dorfanlage noch komplettieren sollte, kam jedoch nicht mehr zur Ausführung.